# 方济各会神圣艺术博物馆
方济各会神圣艺术博物馆（葡萄牙语：Museu Franciscano de Arte Sacra）是巴西的一个博物馆，方济各会的建筑群，位于伯南布哥州首府累西腓。专门面向宗教和宗教艺术。
该博物馆由费尔南多·皮奥·多斯桑托斯（Fernando Pio dos Santos）创建于1974年9月28日，设于方济各第三会教堂（Igreja da Ordem Terceira de São Francisco）内。著名的黄金小堂（Capela Dourada）也是其中一部分。博物馆收藏了各种各样的藏品，包括雕刻家具、贵金属的礼仪用品，如圣体光、香炉、吊灯、巴洛克雕像和其他物品。
他最重要的作品有伯南布哥的第一幅耶稣圣心像，由加布里埃尔·马拉格里达（Gabriel Malagrida）神父带来；善导之母像（Nossa Senhora do Bom Conselho），原在累西腓法学院小堂；圣母无染原罪像，作者是若昂·佩雷拉（João Pereira），备受尊崇，原在天主之母堂（igreja da Madre de Deus）；一系列Procissão das Cinzas像，1709年来自里斯本；1804年的黄金祭台，描绘圣方济各从耶稣基督受五伤；一幅仁慈圣母（Nossa Senhora das Mercês），一幅十架苦像，绘于1751年，以及光荣的基督（Cristo glorioso）。